# Esther Aghatise
Esther Aghatise (* 15. April 1985) ist eine ehemalige nigerianische Leichtathletin, die sich auf den Weitsprung spezialisiert hat.

## Sportliche Laufbahn
Erste internationale Erfahrungen sammelte Esther Aghatise im Jahr 2002, als sie bei den Juniorenweltmeisterschaften in Kingston mit einer Weite von 6,34 m die Bronzemedaille gewann. Anschließend nahm sie an den Commonwealth Games in Manchester teil und belegte dort mit 6,01 m den achten Platz. Im Jahr darauf siegte sie bei den Afrikaspielen im heimischen Abuja mit einem Sprung auf 6,58 m und anschließend gewann sie bei den Afro-Asiatischen Spielen in Hyderabad mit 6,30 m die Bronzemedaille hinter der Inderin Anju Bobby George und Lerma Gabito von den Philippinen. 2006 nahm sie erneut an den Commonwealth Games in Melbourne teil und wurde dort mit 6,47 m Siebte und beendete daraufhin im Alter von nur 20 Jahren ihre Karriere als Leichtathletin.
2003, 2005 und 2006 wurde Aghatise nigerianische Meisterin im Weitsprung.

## Persönliche Bestleistungen
- Weitsprung: 6,60 m, 10. Februar 2006 in Abuja